# Маденієт (Казалінський район)
Маденіє́т (каз. Мәдениет) — село у складі Казалінського району Кизилординської області Казахстану. Входить до складу Кумжиєцького сільського округу.
Населення — 63 особи (2021; 161 у 2009, 164 у 1999).